# 幸福科學
幸福科學（日語：幸福の科学），是一個有爭議的日本新興宗教，由日本人大川隆法於1986年創立，現活躍在香港、烏干達、澳大利亞、臺灣等東亞到東南亞地區並傳教。

## 宗教信仰

### 神祇

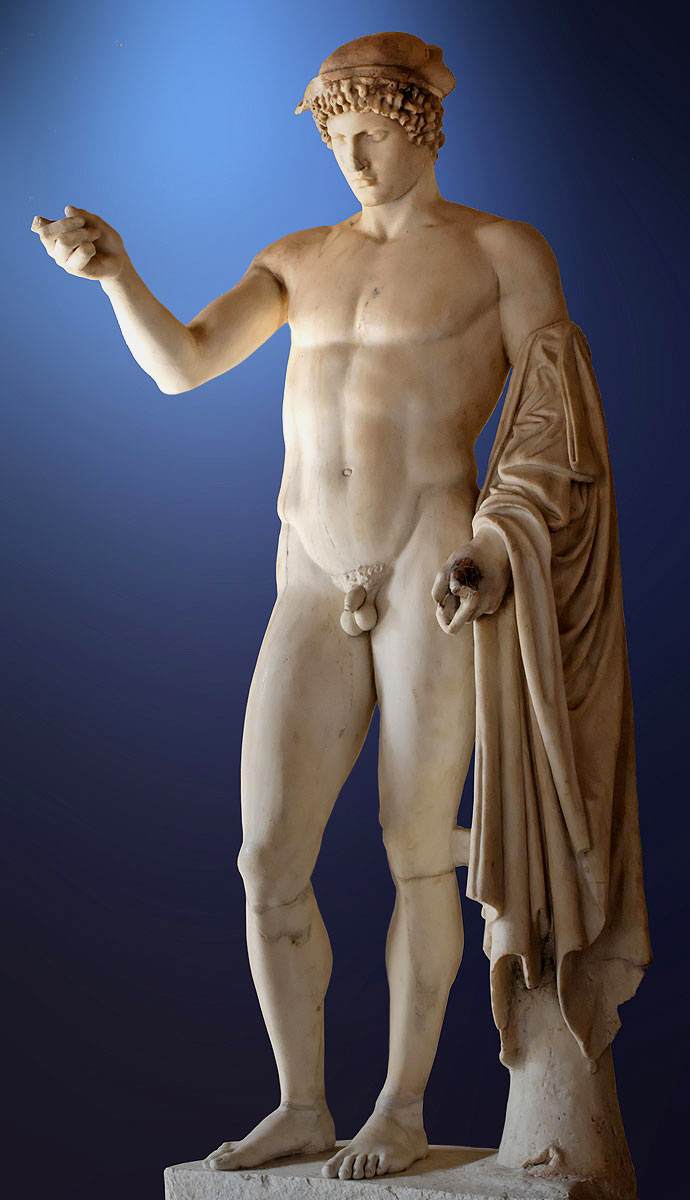
幸福科學認為奧林匹斯神赫耳墨斯是爱尔康大灵的化身之一，圖為赫耳墨斯的雕像。

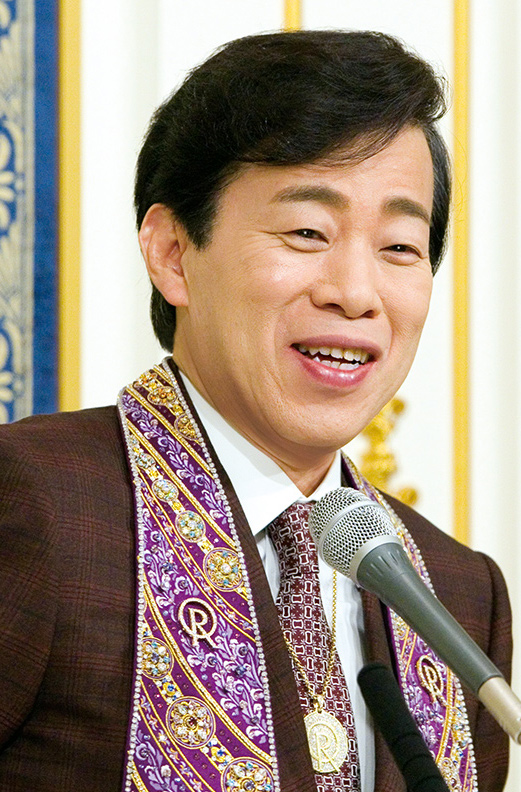
創辦人及總裁大川隆法

幸福科學認為人類是佛創造的，人的永生亦是由佛賦予。幸福科學信仰的神名為「爱尔康大灵」（日語：エル・カンターレ），他是地位最高的神靈，就像一顆恆星，其他神靈的地位只如行星和衛星:82。而其创始人大川隆法正是“爱尔康大灵”的化身。爱尔康大灵被幸福科學的書籍形容為「释迦牟尼與耶穌的合一」，因為他既要宣揚佛教的悟道，也要宣揚基督教的愛:143–144，而世界是由“爱尔康大灵”指导孔子、耶稣等圣贤与诸神创造的。據幸福科學聲稱，以下神祇、虛構人物和現實人物都是爱尔康大灵的精神化身：
| 神祇／虛構人物／現實人物                  | 身份                 | 地區       |
| ----------------------------------------- | -------------------- | ---------- |
| 拉姆（La Mu）                             | 不詳                 | 姆大陸     |
| 托特                                      | 古埃及神話的智慧之神 | 亞特蘭提斯 |
| 里連特·阿爾勒·克魯烏德（Rient Arl Croud） | 不詳                 | 印加帝國   |
| 歐菲利斯（Ophealis）                      | 不詳                 | 希臘       |
| 赫耳墨斯                                  | 奧林匹斯十二主神之一 | 希臘       |
| 釋迦牟尼                                  | 佛教創始人           | 尼泊爾     |
| 大川隆法                                  | 幸福科學創始人       | 日本       |

### 教義

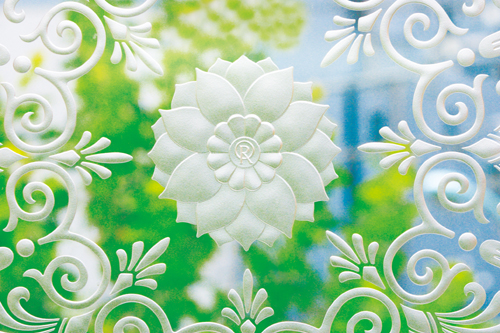
象徵圖騰
以「幸福科學」為象徴所設計的RO圖騰。
於1989年12月制定。

幸福科學宣稱該教派的信仰是佛教的真理，又薈聚了世界各國宗教的教義；根據官方網站提供的資料，幸福科學的基本教義是「探究正心」，實踐這個教義的依據是「現代四正道」，而現代四正道則是指「愛」、「知」、「反省」和「發展」。「愛」是指佛教的慈悲和基督教的愛人如已，「知」是指以佛法解決人生困難的智慧，「反省」是指放下錯誤觀念、建立積極人生，「發展」是指建設大乘佛教中的淨土。此外，幸福科學認為達成快樂是科學的一種，需要修練而成。

### 對生命的觀點
根據大川隆法撰寫的書籍，幸福科學相信輪迴，又認為生命是無限的，人可以有無限次的人生:92；該教派試圖用科學論證的手法來解釋輪迴，認為靈界的靈魂通過輪迴來投胎為人。幸福科學相信有天國和地獄，認為生前思想純潔、做好事的人可以來到天國，猜疑、怨恨和嫉妒的人則要到地獄；地獄的生活艱苦，但那裡的靈魂可以在修行幾百年後來到天國，再重新回到人間:92。但是，選擇自殺的人不能投胎，亦不會來到天堂或地獄，他們會留在人間不斷自殺，直至原訂的壽命結束；幸福科學的宣傳網站曾刊載一個故事，故事中的少女一次又一次自殺，但她年屆八十時仍未死去。

## 政治思想

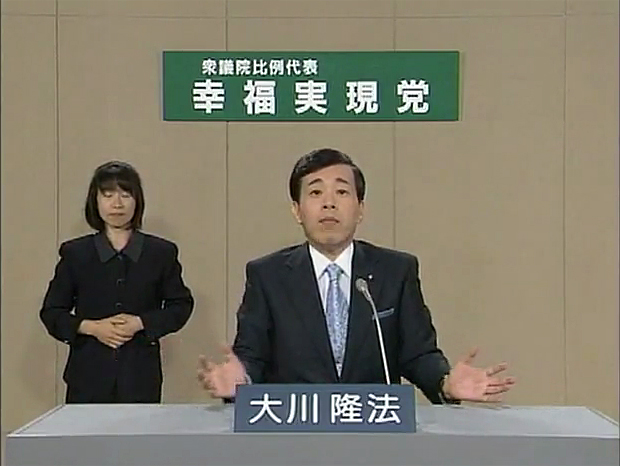
圖為以幸福实现党总裁身份發言的大川隆法。

2009年成立的日本政黨「幸福实现党」由大川隆法擔任总裁，以幸福科学的信仰为依托；這個政黨的宗旨是大川隆法的宣言，他提出修改《日本國憲法》，主張政治與宗教掛鉤，目標是把幸福具体化，並实现乌托邦。幸福实现党派出347人參與2009年的第45屆日本眾議院議員選舉，希望成为日本众议院最大的政党；幸福实现党主張废除消费税，支持以接收移民和归化的方法來增加人口，使日本的人口在2030年达到3亿，成為国内生产总值第一的国家。最後，幸福實現黨288人參加眾議院議員選舉，全部落選；有分析認為，選民擔心類似奥姆真理教的組織重臨日本，不信任政治野心大的宗教政党。
大川隆法前妻、幸福实现党第二代代表大川恭子主張修改日本國憲法第九條，認為日本現行的憲法令日本人「命懸一線」，有可能被外國攻擊，所以要修憲來預防外國威脅。她認為中華人民共和國是備有大量導彈的軍事大國，對日本構成重大威脅，故應增大日本自衛隊的規模；她又認為，如果朝鮮準備以導彈攻擊日本，日本便應先發制人，搶先向朝鮮發射導彈。另一方面，大川隆法自稱能召喚胡錦濤、習近平、溫家寶、毛澤東等中國政客的靈魂，又能與已逝的中國革命家孫中山商議政事；他聲稱中國有意侵略日本，朝鮮則是中國操控的頭號敵人，這個說法被認為與日本右翼政客的政治思想接近。大川隆法曾撰寫《從李登輝守護靈的靈言看東亞情勢》一書，他在書中提到幸福科學，認為幸福科學能令中華人民共和國政府感到緊張，又能與「大中華帝國」戰鬥；書中也輯錄了幸福科學有關負責人和孫中山的「對話」:167, 247, 254。他又認為，澳大利亚将会在三百年內成为超级大国，美国則會在24世纪初衰落。
幸福科學在香港的負責人否認該教派有反華或針對中國的思想，聲稱幸福科學只是想令中國人幸福；他指幸福科學只是採取反共主義，因為該教派的教義認為共產主義統治下的人民不會感到快樂。但该教媒体“真自由新闻网”经常报道与台湾独立相关的话题，并时常表明支持态度。该媒体亦曾采访赖清德、陈水扁以及李登辉。
2021年1月6日日本時間晚上6點左右，在美國國會大廈遭受特朗普支持者衝擊的數小時之前，幸福科學組織了約數百人手持美國國旗和旭日旗、從東京日比谷遊行至銀座以聲援唐納德·特朗普推翻國會認證對手喬·拜登為下屆合法總統當選人。

## 組織機構和設施

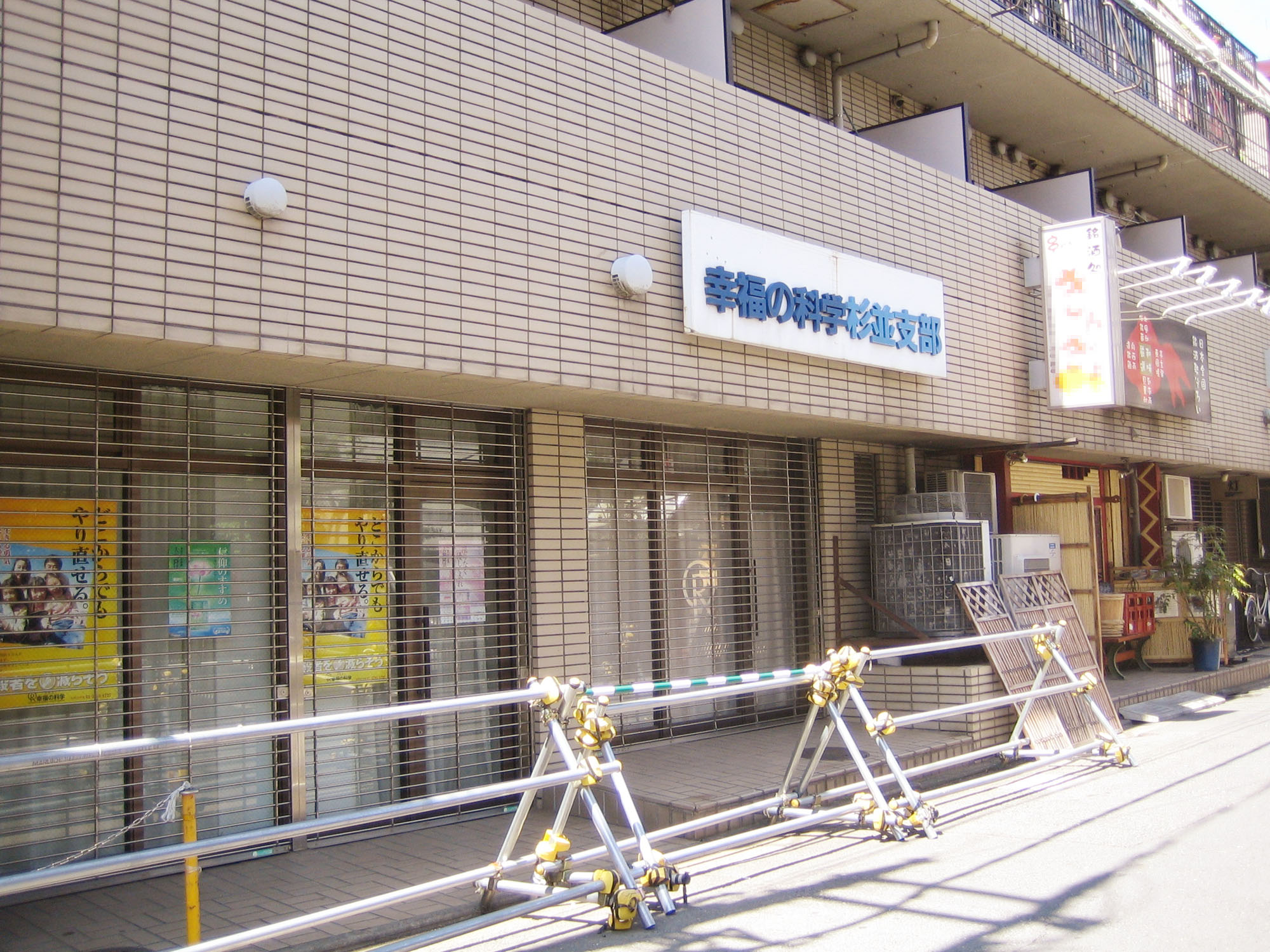
綜合本部 照片1
「幸福科學」發祥地位處東京都杉並區西荻南的建築物。1989年12月作為綜合本部來使用。

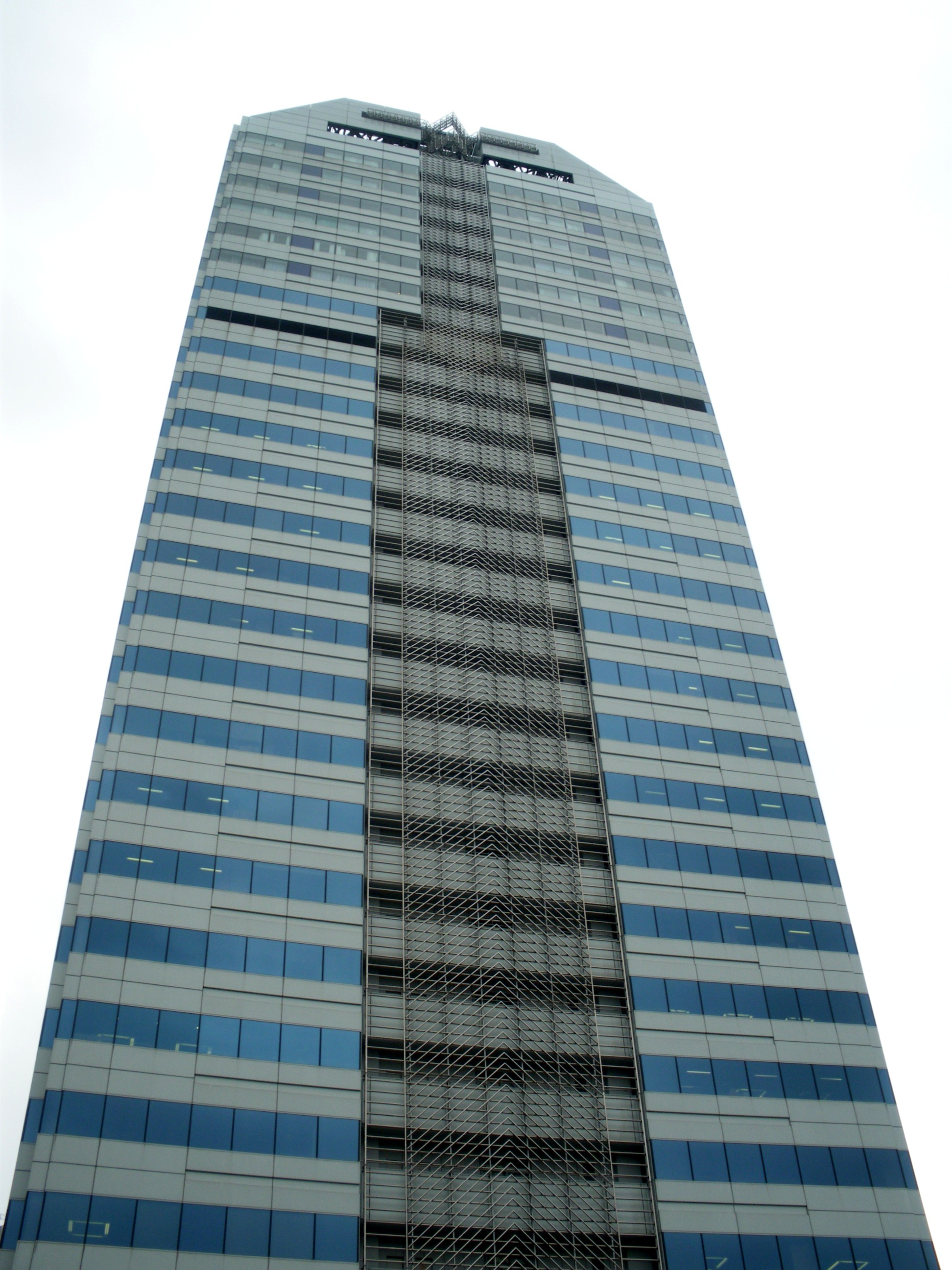
綜合本部 照片2
東京都千代田區紀尾井町於1989年12月到1996年3月期間、在此設置位處4樓的綜合本部。

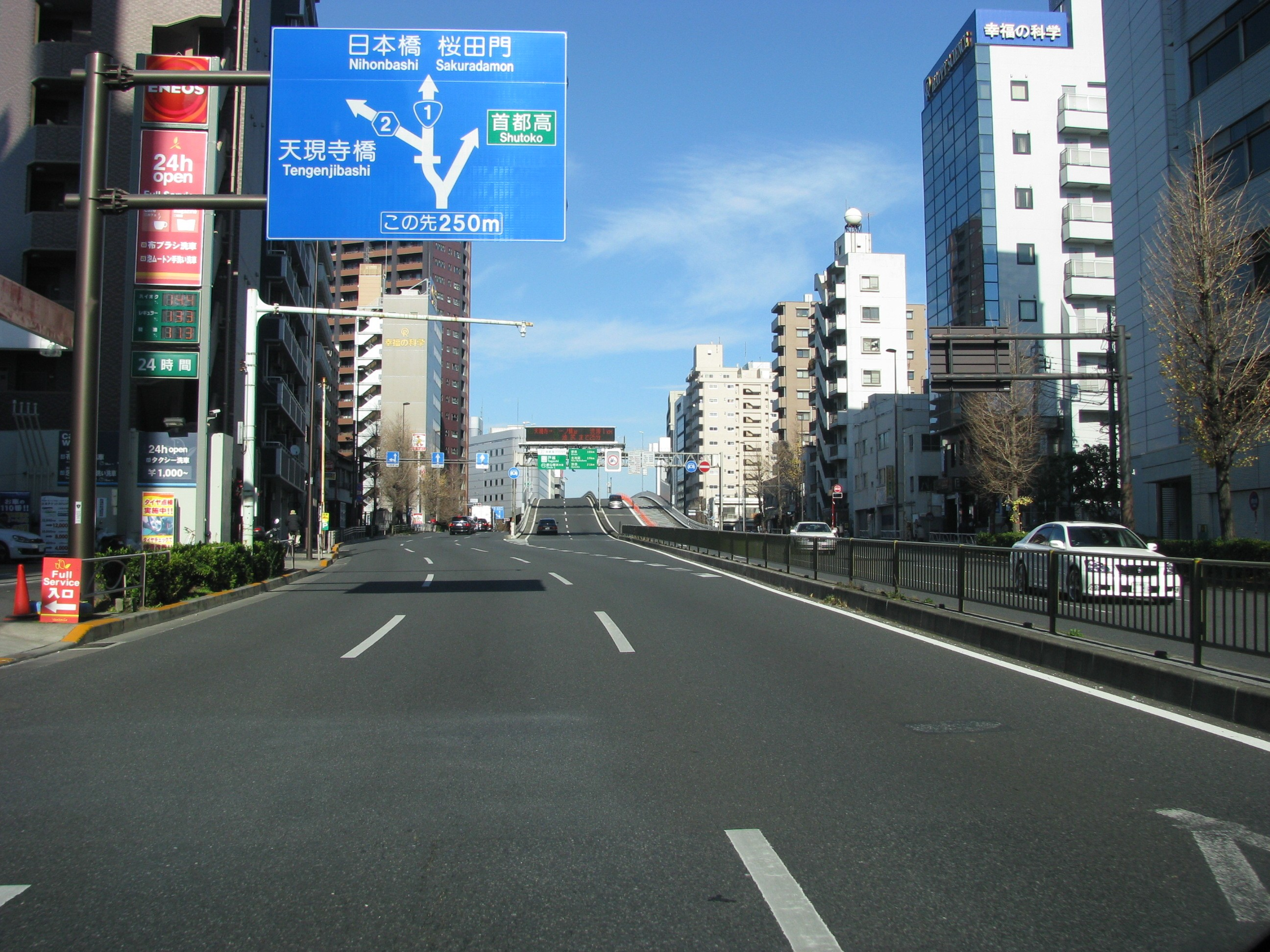
綜合本部 照片3
東京都品川區的首都高速公路戶越出入口附近
右側為幸福科學、戶越國際精舍、左側的是舊綜合本部（1996年4月 - 1999年10月）現為戶越精舍。

## 爭議
有研究認為，幸福科學等新興宗教团体具斂財能力。根據一份1996年出版的期刊，有意加入幸福科学者需要購買10本價錢各為10美元的有關圖書，入教前需要先付25美元，信徒要每月繳交15美元的会费，也可能要購買教派的刊物、录音帶和其總裁大川隆法法話演講的錄像帶。幸福科學在澳大利亚的分支於2014年至2015年收到150万澳元的捐款，但該教派聲稱只是向中國內地的图书馆和2015年4月尼泊尔地震灾民募捐(且實際募捐情況存疑)。
部分人士将幸福科學视為邪教。但宗教學者梁燕城認為，幸福科學教總裁大川隆法從未對信徒鼓吹自殺、殺人或姦淫等行為，對社會沒有甚麼危害，故不算是邪教；但是他認為，幸福科學是一個從事商業行為的佛教異端和偽科學團體，教義並不真確，也沒有實際的證據支持教義，與幸福科學的科學思想不符。梁燕城又質疑，幸福科學濫用科學的概念，是大川隆法隨便創造出來的。日本研究者梁君培牧師認為，幸福科學的信仰系統建立在西方的神秘學，其中又加入了新紀元運動的特色和佛教教義。梁君培認為幸福科學是日本社會精神空虛及宗教情意結下的心靈安慰和消費對象，並非具有歷史性的傳統宗教信仰和團體。
幸福科學在烏干達傳教的手法曾引起當地人反感：幸福科學以鉅款搶租當地設備最為完善的體育館，用以宣傳信仰；烏干達田徑運動員選拔賽碰巧在同一天舉行，賽事被迫移師到設備拙劣的運動場进行，多名運動員受到影响。事後，烏干達體壇和宗教界大感不滿；當地有牧師批評幸福科學是邪教，亦有宗教領袖質疑大川隆法的宣傳手法，希望政府能介入調查。
大川隆法自称自小异于常人，如其中文官网上声称其有“天赋之才”、班主任夸赞其“智商超过200”等内容，同时宣称能召唤去世人物的灵魂，若是在世人物，则召唤其“守护灵”，例如大川隆法曾公开表演“召唤”孙文的灵魂与特朗普的“守护灵”。事实上，大川隆法号称曾经召唤过的事物（不限于人）数不胜数，习近平、孔子、老子、秦始皇、马丁·路德、村上春树、柳井正、金正恩、小保方晴子、乔布斯、蔡英文、刘晓波，甚至尼斯湖水怪、“新型冠状病毒灵人”、外星人均在其召唤之列，尤其是其媒体“真自由新闻网”，时常以被召唤人本人灵魂的名义发表观点，并号称这就是被召唤人本人通过大川隆法的召唤才得以发言。他的“召唤”也曾引发部分当事人的困惑。例如：大川隆法曾宣称，召唤过著名动画制作人新海诚的守護靈，并与之谈论《你的名字》成功的原因，甚至集结出书；之后新海诚发现此书与自己的作品被某书店摆放在同一书架，在个人Twitter上表示“混入了什么奇怪的东西”。同时，大川隆法在其官网宣称，自己在成长过程中受到过耶稣、摩西、宙斯等各路共计500多位“英灵”的指导。
因此幸福科學体現出的令人推崇和個人崇拜，加上一定程度的斂財能力，令不少人将幸福科學视為邪教。

## 著名信徒
- 清水富美加：演員。
- 新木優子：演員。
- 佐藤文也：漫畫家。

## 圖庫

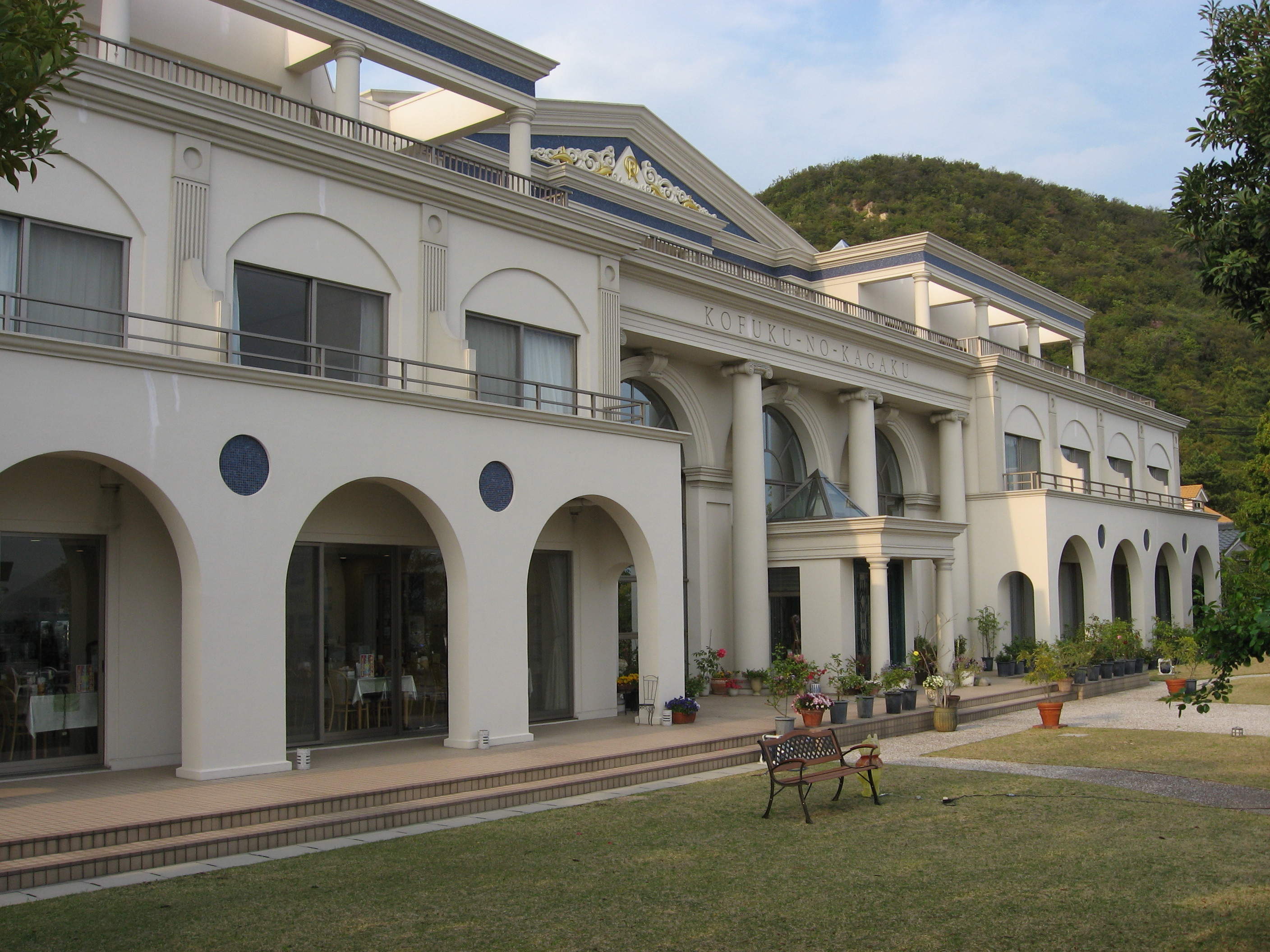
中国正心館外觀（在岡山縣）
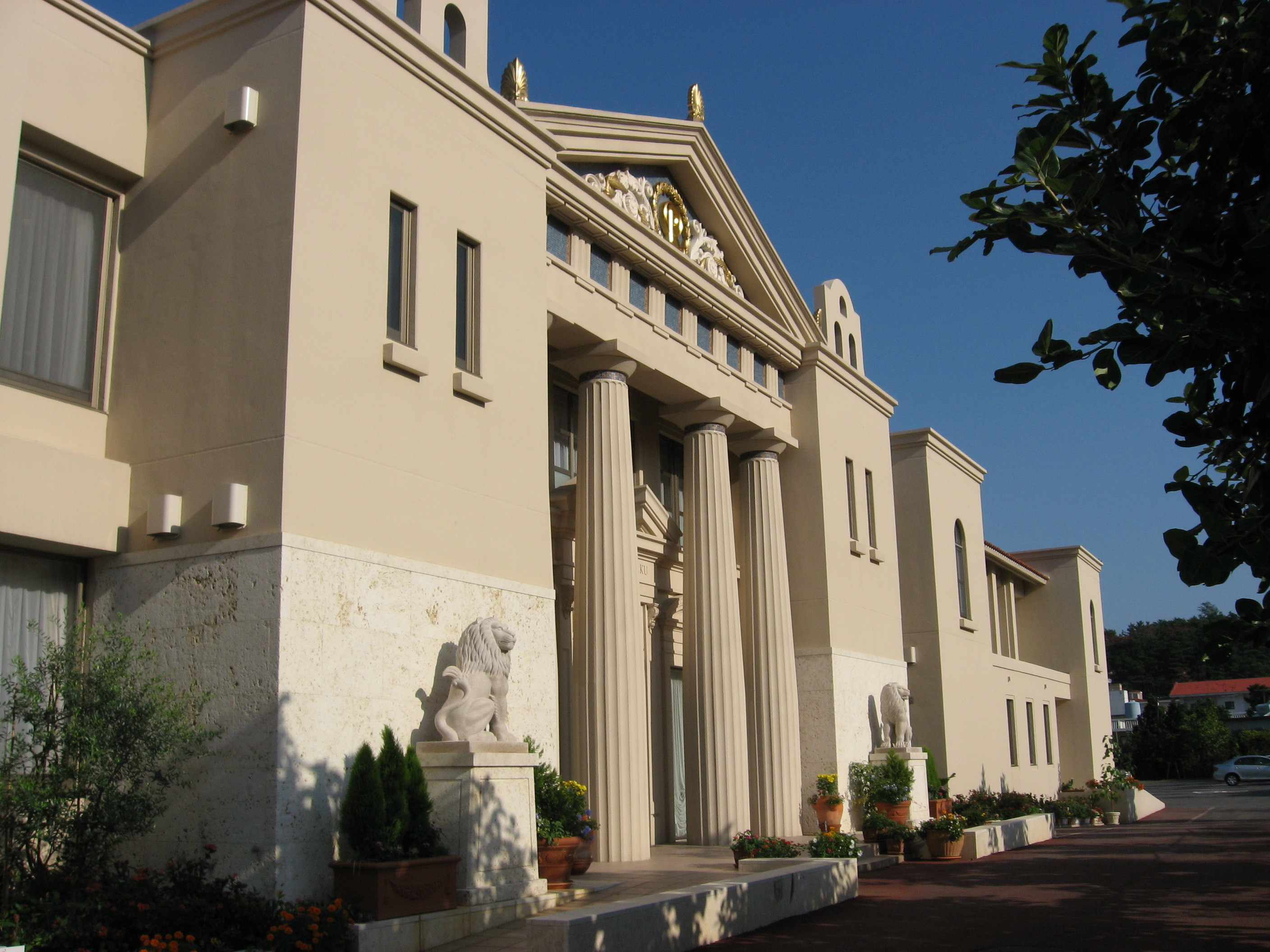
沖繩正心館外觀
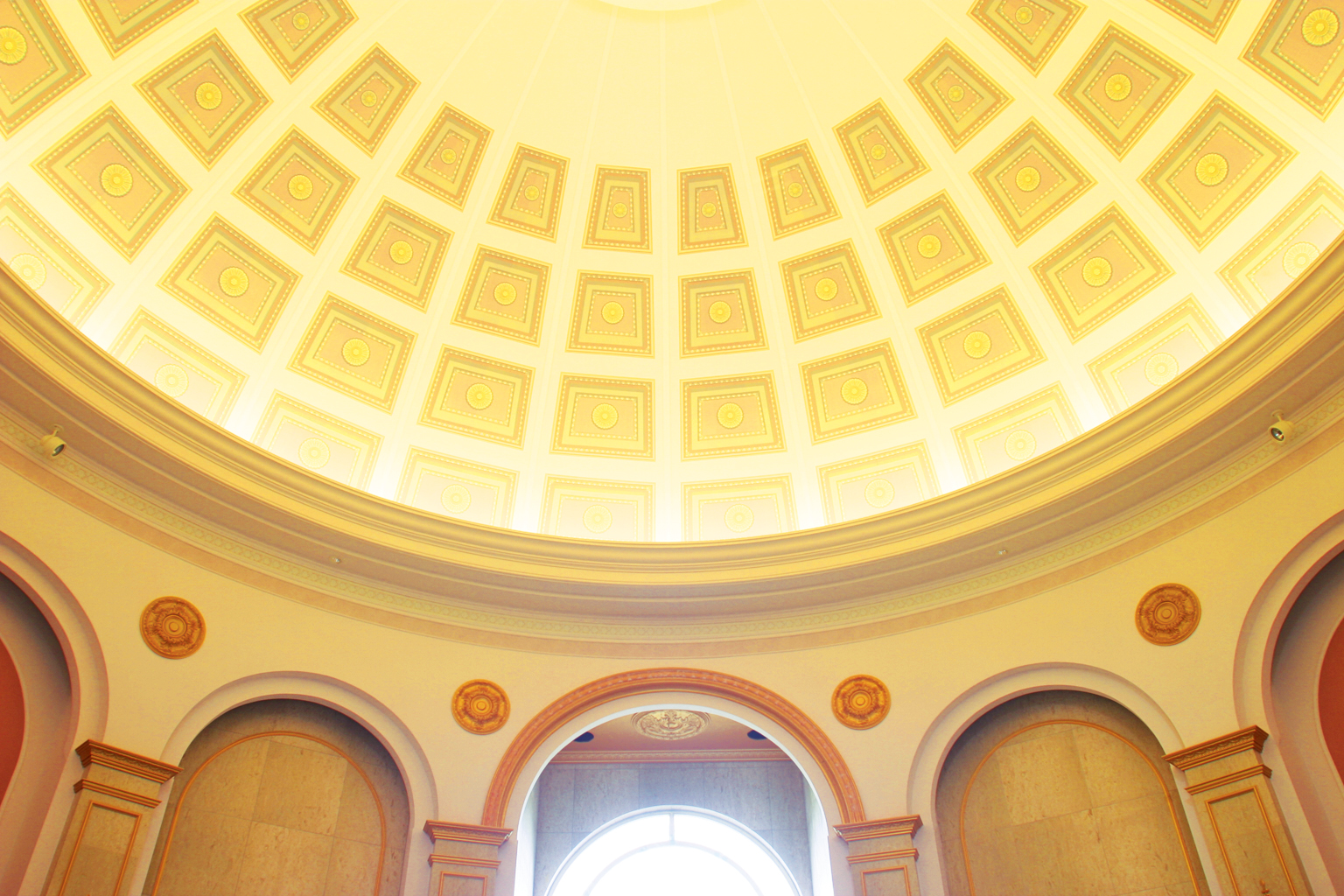
千葉正心館內部
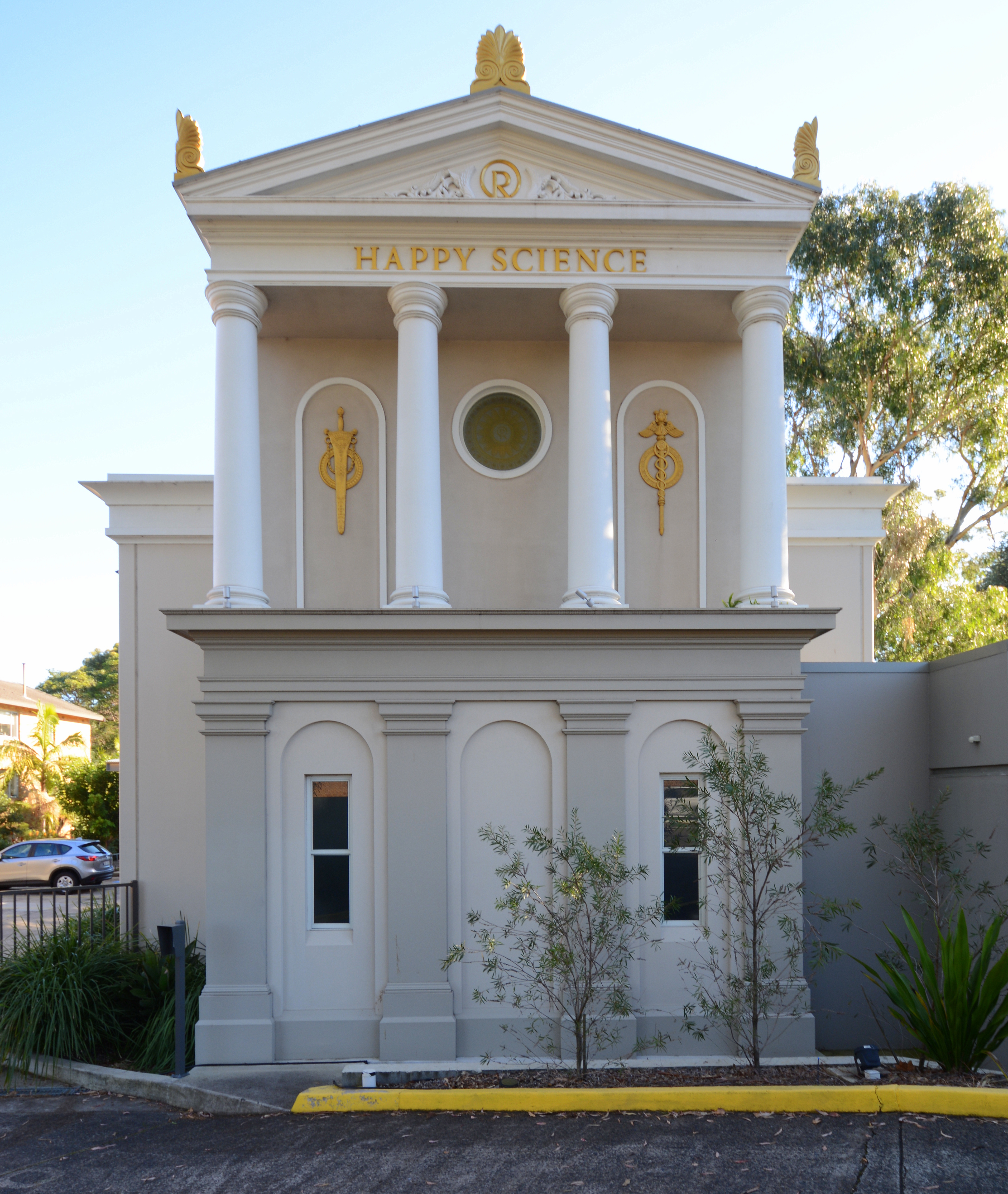
澳洲悉尼支部外觀

## 外部連結
- 幸福科學官方網站 （页面存档备份，存于）（英文）（日語）（简体中文）（俄文）（阿拉伯文）
- 真自由全球网 （页面存档备份，存于）（幸福科学开设的新闻网站）（日語）（简体中文）（繁體中文）（英文）